# Фанула Папазоглу
Фанула Папазоглу (Битољ, 3. фебруар 1917 — Београд, 26. јануар 2001) била је српска историчарка, доктор историјских наука, професор универзитета и академик.

## Биографија
Фанула Папазоглу је рођена 3. фебруара 1917. године у породици грчког порекла у Битољу, у Краљевини Србији, где се школовала до факултета. Студирала је Класичну филологију са историјом Старог века и археологијом на Филозофском факултету у Београду. Фанула Папазоглу је као члан студентске организације давала подршку југословенском партизанском покрету. Била је затвореник у логору Бањица шест месеци током 1942. и 1943. године. Дипломирала је 1946. године на Филозофском факултету у Београду. Докторску дисертацију Македонски градови у римско доба одбранила је 1955. године. На Катедри за историју старог века на Филозофском факултету у Београду радила је од 1947. године. За редовног професора је изабрана 1965. године. Постала је дописни члан САНУ 1974. године, а редовни 1983. године. Оснивач је Центра за античку епиграфику и нумизматику. Била је стални сарадник Центра за балканолошка испитивања АНУ БиХ, члан Немачког археолошког института, почасни доктор на Сорбони, почасни члан Филолошког друштва Парнасос у Атини и члан Македонске академије наука. Аутор је око 130 научних радова из области историје Старог века. Била је удата за Георгија Острогорског, једног од највећих светских византолога. Преминула је у Београду 26. јануара 2001. године.

## Награде
- Октобарска награда београда, 1970;
- Седмојулска награда, 1988[2]

## Изабрани радови
- Папазоглу, Фанула (1953). „Еион-Амфипољ-Хрисопољ”. Зборник радова Византолошког института. 2: 7—24.
- Папазоглу, Фанула (1954). „Хераклеја и Пелагонија” (PDF). Жива антика. 4 (2): 308—345.
- Папазоглу, Фанула (1955). „О ономастичкој формули код Македонаца у римско доба” (PDF). Жива антика. 5 (2): 350—372.
- Папазоглу, Фанула (1957). Македонски градови у римско доба (PDF). Скопје: Жива антика.
- Папазоглу, Фанула (1957). „Прилози историји Сингидунума и средњег Подунавља у античко доба”. Историски часопис. 7: 303—321.
- Папазоглу, Фанула (1963). „О територији илирског племена Ардиеја”. Зборник Филозофског факултета. Београд. 7 (1): 71—86.
- Папазоглу, Фанула (1964). „Дарданска ономастика”. Зборник Филозофског факултета. Београд. 8 (1): 49—75.
- Papazoglu, Fanula (1967). Istorija helenizma: Epoha Aleksandra Velikog (1. изд.). Beograd: Naučna knjiga.
  - Papazoglu, Fanula (1972) [1967]. Istorija helenizma: Epoha Aleksandra Velikog (2. изд.). Beograd: Naučna knjiga.
- Папазоглу, Фанула (1968). „Људске жртве и трагови канибализма код неких средњобалканских античких племена”. Зборник Филозофског факултета. Београд. 10 (1): 47—61.
- Papazoglu, Fanula (1969). Srednjobalkanska plemena u predrimsko doba: Tribali, Autarijati, Dardanci, Skordisci i Mezi (1. изд.). Sarajevo: Akademija nauka i umjetnosti Bosne i Hercegovine.
  - Papazoglu, Fanula (2007) [1969]. Srednjobalkanska plemena u predrimsko doba: Tribali, Autarijati, Dardanci, Skordisci i Mezi (2. изд.). Beograd: Equilibrium.
- Papazoglu, Fanula (1970). „Autarijati i Lizimah”. Adriatica praehistorica et antiqua: Zbornik radova posvećen Grgi Novaku. Zagreb: Arheološki institut. стр. 335—346.
- Papazoglu, Fanula (1978). The Central Balkan Tribes in pre-Roman Times: Triballi, Autariatae, Dardanians, Scordisci and Moesians. Amsterdam: Hakkert.
- Papazoglu, Fanula (1979). „Gouverneurs de Macédoine” (PDF). Živa antika. 29 (2): 227—249.
- Папазоглу, Фанула (1980). „О хеленизацији и романизацији”. Глас САНУ. 320 (2): 21—36.
- Папазоглу, Фанула (1988). „Илирска и дарданска краљевина: Порекло и развој, структура, хеленизација и романизација”. Илири и Албанци. Београд: САНУ. стр. 145—199.
- Papazoglu, Fanula (1989). „L’organisation politique de l’Illyrie méridionale” (PDF). Živa antika. 39 (1-2): 31—53.
- Papazoglu, Fanula (1991). „O Peoncima u rimsko doba”. Zbornik radova posvećenih akademiku Alojzu Bencu. Sarajevo: ANUBIH. стр. 271—274.
- Papazoglu, Fanula (1995). Istorija helenizma: Vladavina Aleksandra Velikog: Doba dijadoha. Beograd: Skripta Internacional.
- Papazoglu, Fanula (1997). Laoi et paroikoi: Recherches sur la structure de la société hellénistique. Belgrade: Centre d'études épigraphiques et numismatiques.
- Papazoglu, Fanula (1998). „Politički i socijalni sadržaj imena Μακεδών, Μακεδόνες u predhelenističkoj i helenističkoj Makedoniji” (PDF). Živa antika. 48 (1-2): 25—41.